# Жылтырбас
Жылтырба́с (Джилтырбас; узб. Jiltirbos / Жилтирбос) — искусственно регулируемый водоём в дельте Амударьи, устроенный на месте бывшего одноимённого залива Аральского моря.
Находится в 50 км от Чимбайского районного центра города Чимбай. Здесь расположено Государственное лесное и охотничье хозяйство, активно ведутся рыбная ловля и охота. Жылтырбас относительно труднодоступен, ближайший населённый пункт — Казахдарья — расположен в 30 км, но в период высокого стояния воды при объездах путь удлиняется до 80‒90 км.
Подпитывается протокой Казахдарья и сбросовыми коллекторами № 1 (СК-1) и № 3 (СК-3). На северо-востоке Жылтырбаса расположена дамба протяжённостью 13 км. Уровень минерализации воды составляет 10‒15 г/л.
В 2024 году озеро Жылтырбас включили в список водно-болотных угодий международного значения на 14-й Боннской конвенции, которая проходила в Самарканде.